# Caenophanes nukunu
Caenophanes nukunu är en stekelart som först beskrevs av Marsh och Austin 1994.  Caenophanes nukunu ingår i släktet Caenophanes och familjen bracksteklar. Inga underarter finns listade.